# Distretto di Xızı
Il distretto di Xızı (in azero: Xızı rayon) è un distretto dell'Azerbaigian. Il suo capoluogo è Xızı.